# Ultra (crittografia)
Ultra (alcune volte riportato in lettere maiuscole ULTRA o "UltraSecret") era il nome usato dai britannici per le informazioni derivate dalla decrittazione delle comunicazioni dei tedeschi durante la seconda guerra mondiale.
Il termine in seguito divenne la designazione tipica, sia in Gran Bretagna che negli Stati Uniti, per tutte le informazioni ottenute da fonti crittoanalitiche di alto livello. Il nome deriva dal fatto che i successi crittoanalitici erano considerati più importanti del più alto livello di segretezza disponibile (most secret, cioè massima segretezza) e perciò fu conferita la denominazione di ultra segreto.

## Storia
L'esistenza di tale sistema, quando divenne nota a metà degli anni Settanta, confermò il fatto che le accuse di tradimento rivolte alle forze armate italiane dai tedeschi fossero prive di fondamento. La maggior parte del traffico tedesco era cifrato mediante la macchina Enigma, pertanto il termine "Ultra" è stato spesso usato come sinonimo della decrittazione di "Enigma". A decrittarlo fu il Secret Intelligence Service, attraverso gli specialisti dell'unità di crittoanalisi a Bletchley Park, sede della Government Communications Headquarters.
Finché il nome "Ultra" non venne adottato c'erano molti nomi in codice per le informazioni derivate da queste fonti, inclusi Boniface. Per qualche tempo "Ultra" fu usato solo per le informazioni provenienti da questo canale. In seguito i tedeschi iniziarono ad usare vari cifratori di flusso (telescriventi) per il loro traffico più importante; i britannici chiamarono questi dispositivi col nome in codice generico di FISH. Vennero usati molti sistemi distinti, principalmente la cifratrice Lorenz SZ 40/42 (inizialmente chiamata in codice TUNNY) e la Geheimfernschreiber (it.: Telescrivente segreta, nome in codice STURGEON).
Anche queste macchine vennero decifrate, in particolare TUNNY, il cui segreto venne violato a fondo dai britannici. Essa venne attaccata usando il Colossus, considerato il precursore dei computer elettronici digitali programmabili. Anche se il volume dei messaggi decifrati da questo sistema era molto minore di quello proveniente da Enigma, esso rivestì un'importanza anche maggiore.

## L'importanza storica
F. W. Winterbotham, in The Ultra Secret (1974), cita il comandante in capo degli Alleati, Dwight Eisenhower, che descrive, alla fine della guerra, il contributo di Ultra come "decisivo" per la vittoria alleata della seconda guerra mondiale.